# مالكوم جونسون
مالكوم جونسون (بالإنجليزية: Malcolm Johnson)‏ هو صحفي أمريكي، ولد في 24 سبتمبر 1904، وتوفي في 18 يونيو 1976.